# سدبر کلی
سدبر کلی (به انگلیسی: Sadbar Kali) یک منطقهٔ مسکونی در پاکستان است که در خیبر پختونخوا واقع شده‌است.